# Île de Kent (Maryland)
Kent Island est la plus grande île de la baie de Chesapeake et un lieu historique dans le Maryland.
À l'est, un chenal étroit connu sous le nom de Kent Narrows sépare à peine (150 mètres environ) l'île de la péninsule de Delmarva, et de l’autre côté, l'île est séparée de Sandy Point, une zone près d'Annapolis, par la voie navigable principale de la baie large d'environ 6,4 km et est enjambée ici par le pont de la baie de Chesapeake. Le Bureau du recensement des États-Unis rapporte que l'île a 81,90 km2 de superficie terrestre. Elle s'étend du nord au sud sur 22 kilomètres et présente un rivage très découpé de baies et criques.
Kent Island fait partie du comté de Queen Anne dans l'État du Maryland.
Le premier établissement anglais de l'île, Fort Kent, a été fondé en 1631, faisant de Kent Island la plus ancienne colonie anglaise de l'État actuel du Maryland et la troisième plus ancienne colonie anglaise permanente dans ce qui est devenu les États-Unis— après Jamestown, en Virginie (1607), et Plymouth, Massachusetts (1620).
Les localités désignées comme CDP de Stevensville et Chester situées sur l’île, sont toutes deux les plus peuplés des villes incorporée du comté.

## Sites remarquables
En 2006, de nombreux lieux historiques de l'île ont été préservés et sont mis en valeur par la route panoramique de Chesapeake Country et l'American Discovery Trail, qui traversent toutes deux l'île.
Plusieurs bâtiments sur l'île qui sont encore des vestiges du XIXe siècle et plus tôt incluent 
- la Cray House [1], un rare exemple restant de construction en bois,
- l'ancien bureau de poste de Stevensville,
- l'église épiscopale du Christ (Christ Church (Stevensville, Maryland) (en)) [2],
- le Dépôt de train de Stevensville,
- Le quartier historique de Stevensville (Stevensville Historic District (en) [3] ainsi que certains des bâtiments de la ville sont inscrits au registre national des lieux historiques[4].

## Galerie

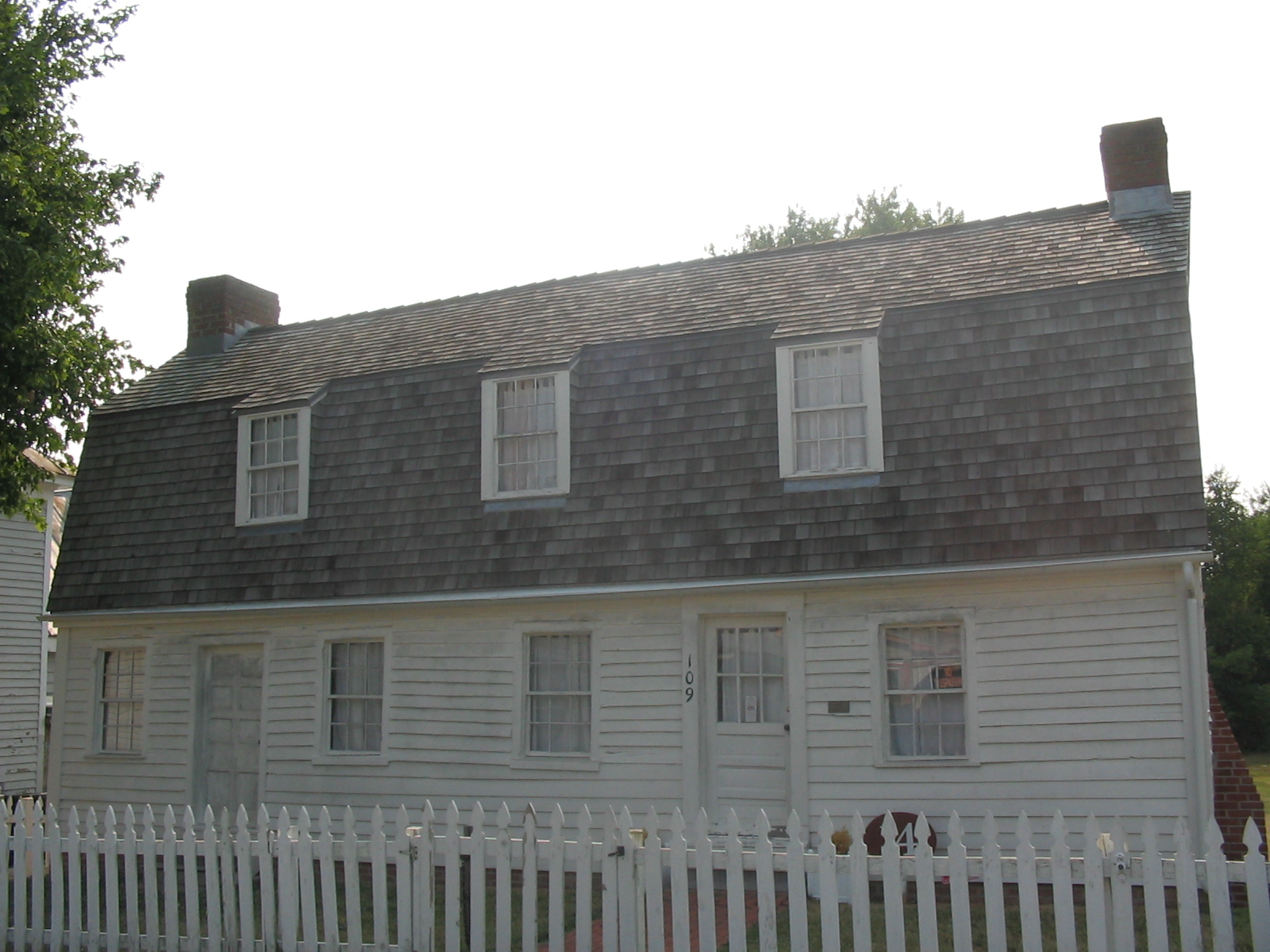
Cray House à Stevensville
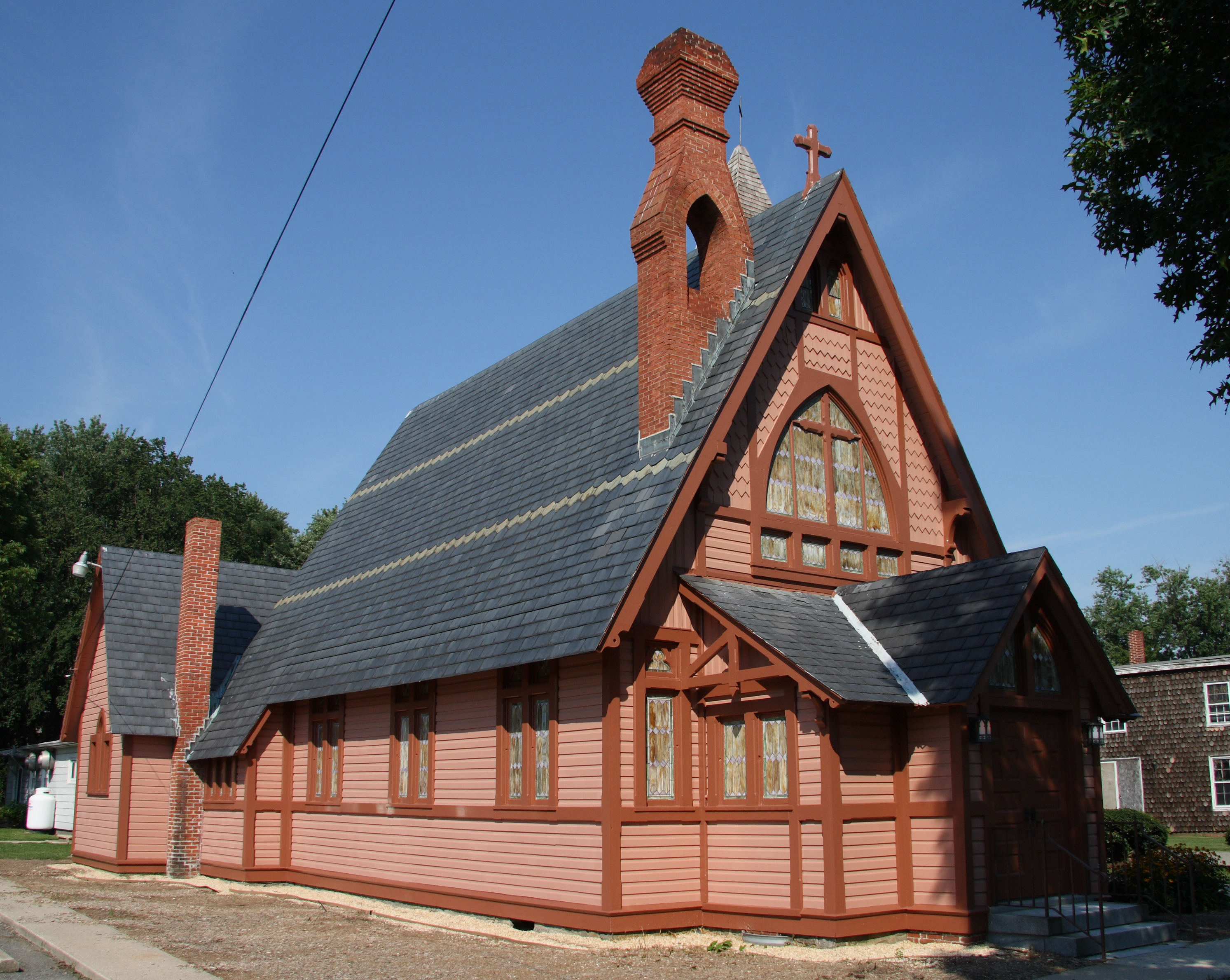
Christ Church à Stevensville
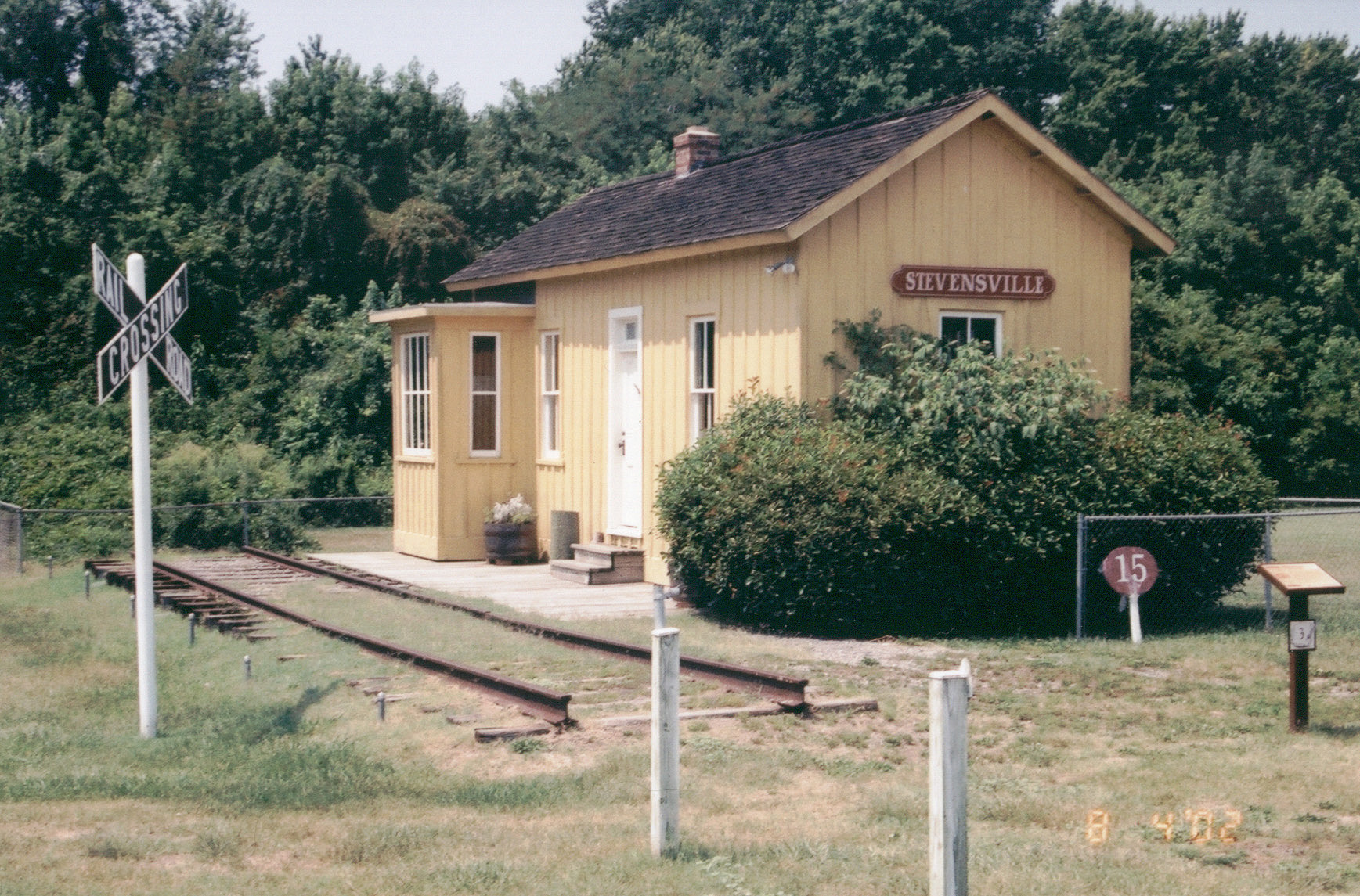
Gare de Stevensville
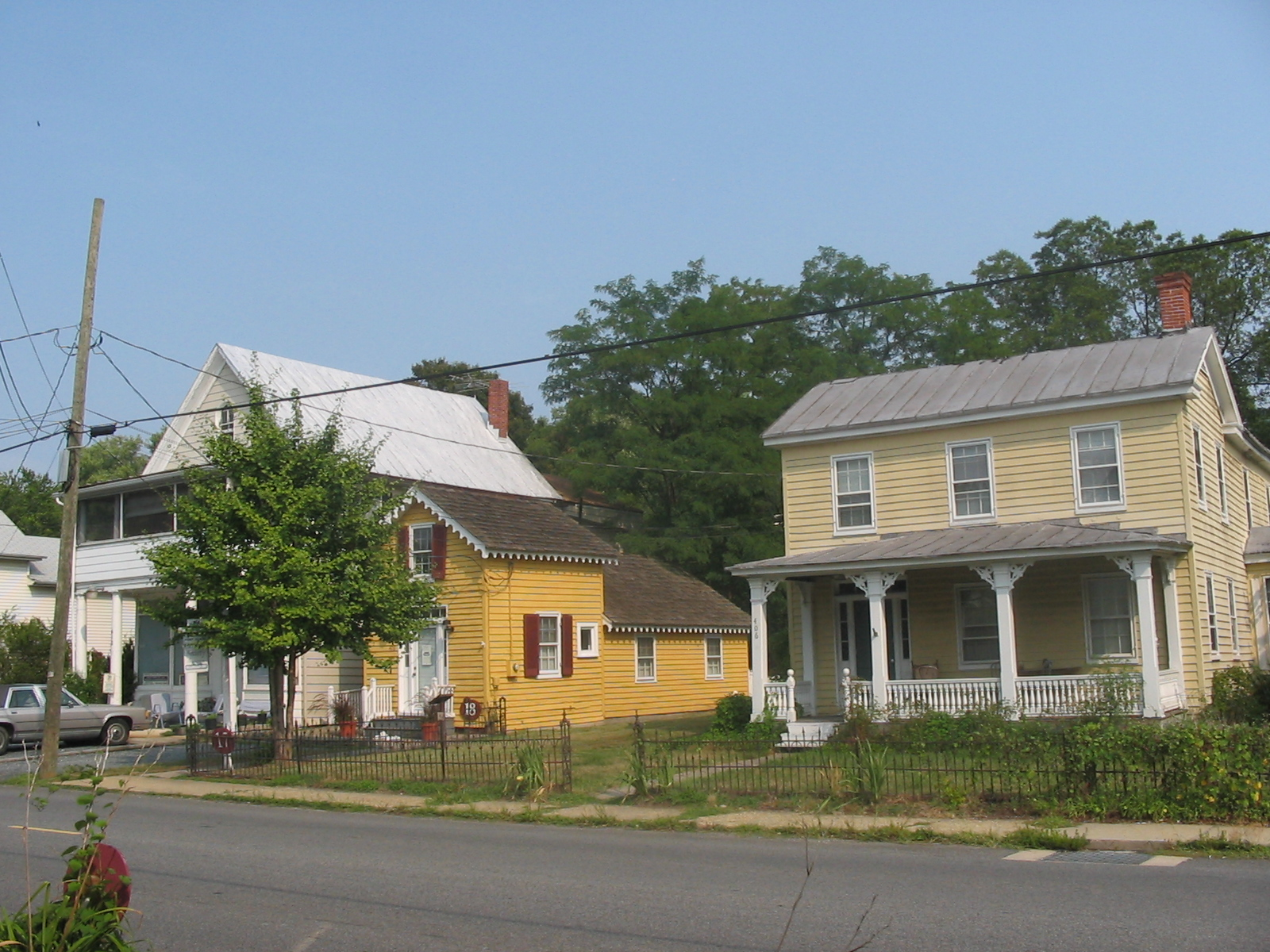
Quartier historique de Stevensville